# Valderrobres

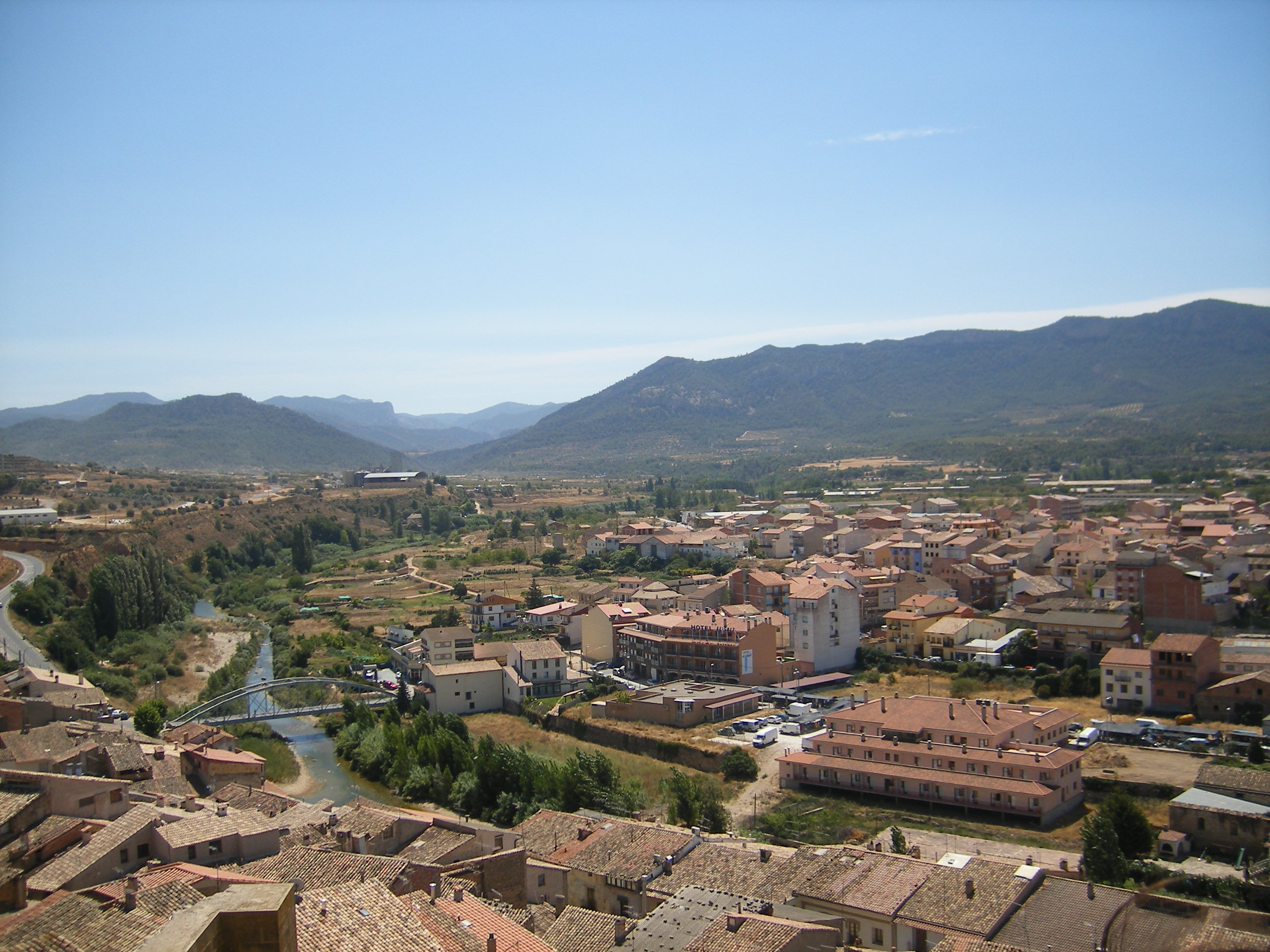
de oude stad van Valderrobres

Valderrobres (Catalaans:Vall-de-Roures) is een gemeente en een historische kleine stad in de Spaanse provincie Teruel (Aragón). De gemeente heeft een oppervlakte van 124,04 km².
De stad bestaat uit een relatief nieuw gedeelte ten zuiden van de rivier de Matarraña en de oorspronkelijke historische stad aan de andere oever. De oude stad is tegen een relatief steile heuvel gebouwd. Bovenaan ligt het Castillo (kasteel) de Valderrobres.
Valderrobres telt 2.311 inwoners (1 januari 2016). Valderrobres is de hoofdstad van de comarca Matarraña en als zodanig is het een winkel- en uitgaanscentrum voor de streek.
Ten zuiden van Valderrobres ligt het stuwmeer embalse de Pena.
Evenals in de andere plaatsen van Matarraña wordt in Valderrobres een variant van het Catalaans gesproken.